# Тімокреон Родоський

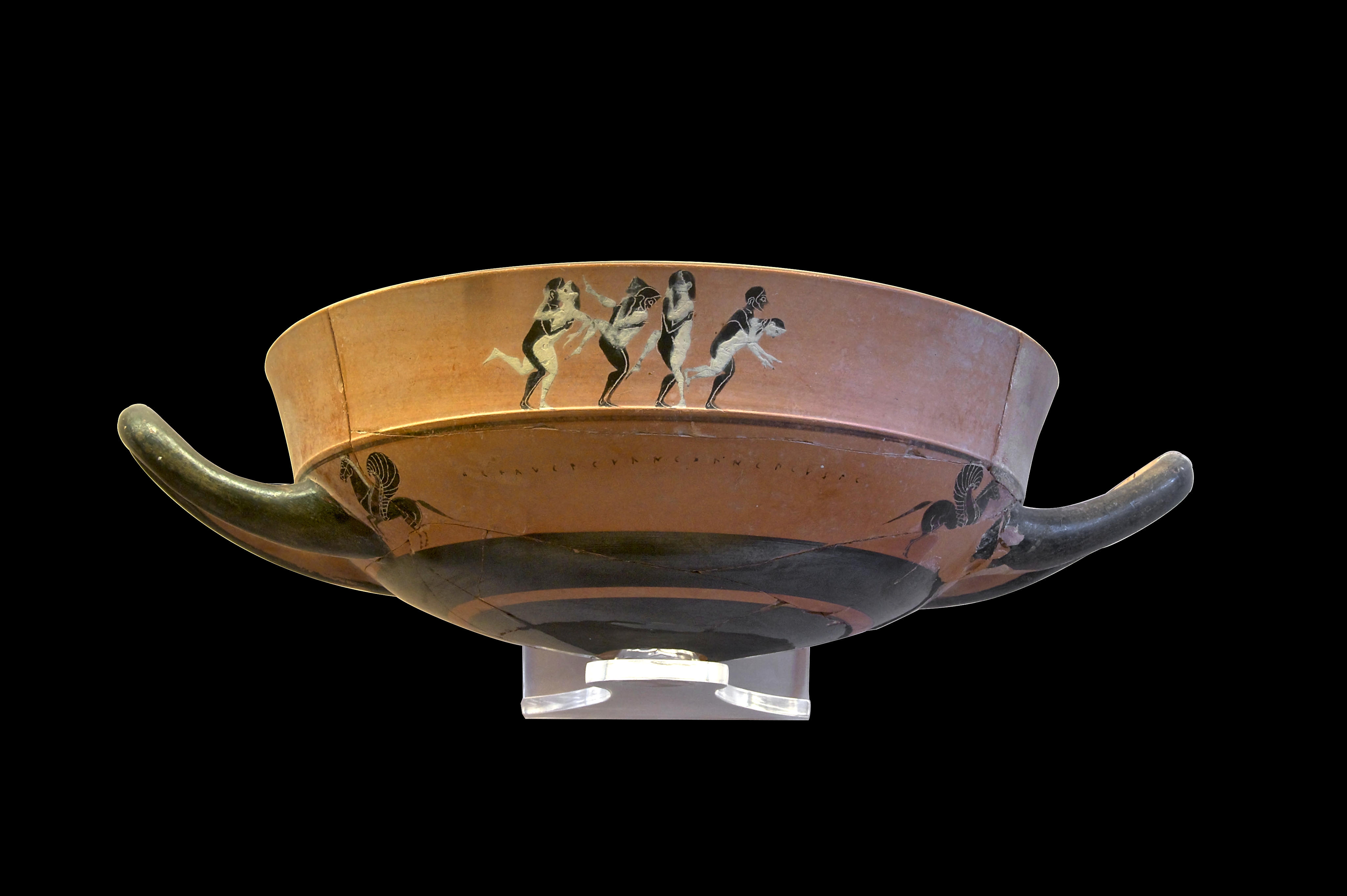
Чашка з міста Ялісос (Родос), датується близько 550-540 рр. до нашої ери. Показано пари у спортивних позах. Тімокреон Родоський, також з м. Ялісоса, складав пісні для пиятики і сам був спортсменом

Тімокреон Родоський — давньогрецький поет часів Греко-перських війн. Автор комедій і відкритий суперник Фемістокла та Симоніда. Згадується і цитується зокрема Георгієм Агріколою в його відомому творі «De Re Metallica».